# Лейбористська партія Ямайки
Лейбористська партія Ямайки (англ. Jamaica Labour Party) — політична партія в Ямайці, одна з двох найбільших в країні поряд з Народної національної партією, яка дотримується більш лівої орієнтації. Незважаючи на назву, Лейбористська партія Ямайки — право-консервативна політична сила. В даний час є правлячою. Лідер з жовтня 2011 року — Ендрю Холнесс.
Партія була заснована в 1943 році Олександром Бустаманте на основі створеного ним раніше Виробничого союзу Бустаманте (англ. Bustamante Industrial Trade Union). ЛПЯ перебувала при владі в 1962–1972 і 1980–1989. У 2007 році партія повернулася до влади. Прем'єр-міністрами від партії були Александр Бустаманте, Дональд Сангстер, Г'ю Шерер, Едвард Сіага і Брюс Голдінг.
На думку організації «Міжнародна амністія», починаючи з 1960-х років ННП і ЛПЯ прямо або побічно сприяли створенню організованих злочинних угруповань на острові.